# Saint-Léon-d’Issigeac
Saint-Léon-d’Issigeac település Franciaországban, Dordogne megyében. Lakosainak száma 146 fő (2022. január 1.). Saint-Léon-d’Issigeac Bardou, Naussannes, Beaumontois-en-Périgord, Faurilles, Boisse és Sainte-Sabine-Born községekkel határos.

## Népesség
A település népessége az elmúlt években az alábbi módon változott:
| Lakosok száma | 137  | 105  | 119  | 119  | 114  | 109  | 126  | 136  | 143  | 146  |
|               | 1968 | 1982 | 1990 | 2006 | 2013 | 2015 | 2017 | 2019 | 2020 | 2022 |